# Aeropuerto Internacional de Ostafyevo
El Aeropuerto Internacional de Ostafyevo (en ruso: Аэропорт Остафьево) (OACI: UUMO) es un aeropuerto de Clase B ubicado a 10 km de Moscú, Rusia. Creado como un campo de aviación de la NKVD en 1934, posteriormente fue traspasado al ministerio de defensa posteriormente para ser convertido en un campo de aviación militar.
En el 2000 fue adquirido en parte por Gazpromavia, una división de Gazprom, la mayor compañía productora de gas natural del mundo. Fue remodelado totalmente, siendo ampliado su edificio de terminal y su pista fue alargada.
A partir del 2010 el aeropuerto recibió la categoría de Clase B, pudiendo recibir aviones como el Il-18, An-12, Yak-42, Tu-134, Boeing 737, Dassault Falcon-900/2000, y también tiene capacidad para todo tipo de helicópteros.

## Descripción

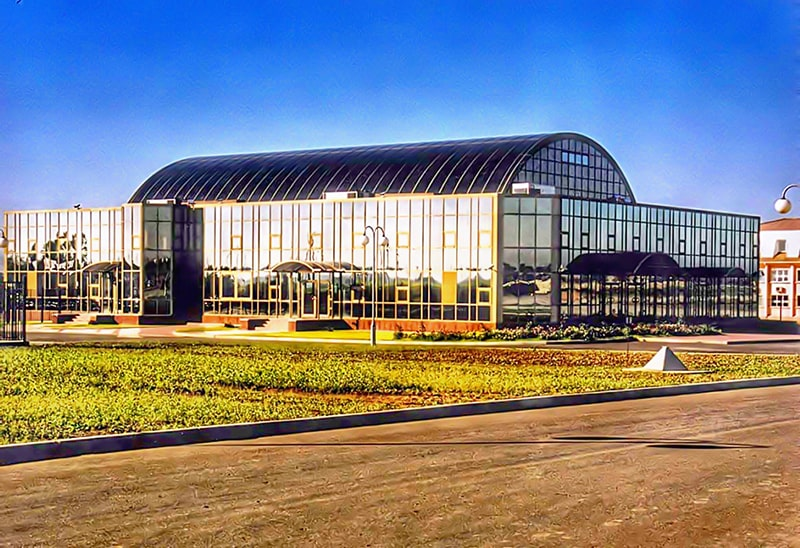
El edificio del aeropuerto de Ostafyevo

El aeropuerto pertenece al Ministerio de Defensa Ruso en conjunto con Gazpromavia, una empresa filial de Gazprom que se encarga del campo de la aviación, que usa este aeropuerto como su base de operaciones.
Por orden del Ministerio del Transporte el aeropuerto, que iniciaría operaciones en 2007, tenía permitidos vuelo que cruzaran las fronteras del estado, así como poder dar mantenimiento a aeronaves de distancias medias que ahí se recibían.
Actualmente el aeropuerto se posiciona como un aeropuerto internacional de negocios, con la capacidad de ofrecer a sus usuarios asistencia en tierra y poder aparcar pequeños y medianos aviones de negocios, reabastecimiento de combustible, una cocina con capacidad de preparar toda la comida que se requiera en un vuelo, ayuda con los temas de visados, y servicios de reserva de hotel tanto para las tripulaciones como para los usuarios.
El área del aeropuerto cuenta con centros de mantenimiento certificados para atender naves de negocios y helicópteros. El complejo del aeropuerto cuenta con 26 puestos para aparcar aeronaves y dos complejos de hangares con la capacidad de albergar 4 aviones cada uno, los hangares están dotados de grúas y transporte de aeronaves. También tiene una zona de limpieza para las aeronaves, como también posee un aérea de juegos para los niños. La terminal del aeropuerto puede manejar hasta 70 pasajeros por hora en vuelos nacionales y 40 en vuelos internacionales. El aeropuerto también cuenta con 12 plazas para aparcar helicópteros, las cuales no están muy lejos de la terminal de pasajeros.
El aeropuerto también es base de la 7055 Guardia de la Aviación Naval de la Armada Rusa, en la cual se utilizan aviones Antonov An-26, An-24 y An-72.
El aeropuerto es uno de los pocos del mundo en el que aún permiten volar a los aviones Il-14. En la zona del aeropuerto se encuentran 2 fuselajes en mal estado de estos aviones, así como también se encuentran en condiciones de volar 2 de estos aparatos, que están en manos privadas.

## Datos técnicos
Actualmente el aeropuerto cuenta con una pista activa de 2.430 m de largo por 40 de ancho, más otra pista que se encuentra en construcción.
El aeropuerto está equipado con VOR, PAPI, DME e ILS.
La nueva pista que se encuentra en construcción se espera que tenga 1.500dts de largo por 48 de ancho.

## Datos de interés
- En 1803, el aeropuerto ya era usado con fines aéreos, en él se encontraba un campo de globos aerostáticos que era propiedad de A. I. Vyazemsky.

- En la segunda mitad de la década de 1940, el aeropuerto fue ampliamente utilizado como centro principal de envíos de correo desde Moscú, estos vuelos en su mayoría eran operados por aviones Lisunov Li-2.

- Desde mayo de 2010 el aeropuerto tiene el certificado de atender y proporcional mantenimiento al Boeing 737-700.

- Desde 2010 en el aeropuerto estaba basada una unidad de helicópteros pertenecientes a la agencia gubernamental Centro de Aviación de Moscú.